# ブスト・ガロルフォ
ブスト・ガロルフォ（伊: Busto Garolfo）は、イタリア共和国ロンバルディア州ミラノ県にある、人口約14,000人の基礎自治体（コムーネ）。

## 地理

### 位置・広がり

#### 隣接コムーネ
隣接するコムーネは以下の通り。
- アルコナーテ
- カネグラーテ
- カゾレッツォ
- ダイラーゴ
- インヴェルーノ
- パラビアーゴ
- サン・ジョルジョ・ス・レニャーノ
- ヴィッラ・コルテーゼ

### 地震分類
イタリアの地震リスク階級 (it) では、4 に分類される
。

## 姉妹都市
- セニーゼ、イタリア